# 徐潤福
徐 潤福 (ソ・ユンボク、서윤복、1923年1月9日 - 2017年6月27日）は、大韓民国の陸上競技選手。専門は長距離走・マラソン。1947年のボストンマラソンに、当時の世界最高記録となる2時間25分39秒のタイムで優勝した。

## 来歴
京畿道高陽郡碌磻里（現・ソウル特別市恩平区碌磻洞）に生まれる。1939年に漢城師範学校を卒業後、京城商業実践学校（現・崇文高等学校）を1943年に卒業した。
高麗大学校時代から陸上競技選手として活動し、1946年5月の第1回韓国選手権マラソンに2時間39分30秒、同年9月の第1回全国陸上競技選手権大会で2時間43分25秒、10月の第27回朝鮮体育会で2時間39分40秒のタイムでそれぞれ優勝した。徐は1936年ベルリンオリンピックのマラソン競技に優勝した孫基禎の指導を受けた。ボストンマラソンへの参加は、在韓米軍からの寄付により賄われた。この大会当時、韓国はまだ米軍軍政下にあったため、徐の着用したユニフォームには太極旗と並んで星条旗が描かれていた（表彰式の際には太極旗のみのユニフォームとなっている）。
ボストンマラソンで世界記録が樹立されたのはこれが初めてだった。徐の前の世界記録は、コーチの孫が1936年に東京で樹立したもので、これを11年ぶりに更新した。
徐は1948年ロンドンオリンピックのマラソン競技に出場したが、結果は27位だった。1949年に現役を引退した。
1949年に高麗大学校第一専門部を卒業し、1960年まで母校の崇文高等学校で陸上コーチを務めた。1961年から1977年まではソウルスタジアムの場長に就任した。この間、以下の大会で指導者を務めている。
- 第61回ボストンマラソン監督（1957年）
- 1958年アジア競技大会陸上競技監督
- 1964年東京オリンピック陸上競技コーチ
- 1986年アジア競技大会陸上競技ヘッドコーチ
- 1988年ソウルオリンピック陸上競技男子ヘッドコーチ

また、1957年に高麗大学校商学部を卒業している。

## マラソン成績
- 第1回韓国選手権マラソン（1946年5月）：優勝（2:39:30）
- 第1回全国陸上競技選手権大会（1946年9月）：優勝（2:43:25）
- 第27回朝鮮体育会（1946年10月）：優勝（2:39:40）
- 第51回ボストンマラソン（1947年4月19日）：優勝（2:25:39）
- 1948年ロンドンオリンピック（英語版）（1948年8月7日）：27位（2:59:36）

## 徐潤福を扱った作品
- 『ボストン1947』 - 2023年の韓国映画。徐潤福はイム・シワンが演じる[6]。